# Roberto Battelli
Roberto Battelli (19. října 1954, Pula – 15. dubna 2024) byl slovinský politik italského původu.

## Biografie
Narodil se v chorvatské Pule, v pěti letech se s rodinou přestěhoval do slovinského Kopru, kde navštěvoval italskou základní a střední školu. Poté se zapsal na Filozofické fakultě Univerzity v Lublani, ale studium nedokončil. V roce 1975 začal spolupracovat s koperskou lokální italskou televizí Telecapodistria a od roku 1988 pak s novinami La Voce del Popolo (Hlas lidu). V roce 1990 byl zvolen poslancem slovinského parlamentu za italskou národnostní menšinu. Ve funkci se zasadil o přijetí zákona na ochranu práv italské a maďarské menšiny ve Slovinsku. Do Státního shromáždění byl opětovně zvolen i v letech 1992, 1996, 2000, 2004, 2008 a 2011.